# NGC 2561
NGC 2561 est une galaxie spirale barrée située dans la constellation de l'Hydre. NGC 2561 a été découvert par l'astronome américain Lewis Swift en 1887.

## Caractéristiques
Sa vitesse par rapport au fond diffus cosmologique est de 4 390 ± 21 km/s, ce qui correspond à une distance de Hubble de 64,8 ± 4,5 Mpc (∼211 millions d'al).
NGC 2561 présente une large raie HI.